# Afghaanse wielerploeg (vrouwen)
De Afghaanse nationale wielerploeg voor vrouwen bestaat uit een selectie Afghaanse wielrensters die meedoen aan verschillende wielerwedstrijden.
Het doel va de ploeg was kwalificatie voor de Olympische Spelen. In 2016 werd het team genomineerd voor de Nobelprijs voor de Vrede.

## Geschiedenis
In 1986 werd een Afghaans nationaal vrouwenteam opgericht, maar dit hield op te bestaan door de komst van de Taliban. In 2011 richtte Abdul Sadiq Sadiqi een nieuw team op, waar ook zijn dochter Marjan Sadiqi deel van uitmaakte.
In 2013 nam de ploeg voor het eerst deel aan de Aziatische kampioenschappen wielrennen op de weg.
Veel Afghanen zijn niet blij met het feit dat vrouwen in strakke sportkleding op de weg worden gezien met racefietsen, ook al dragen ze een hidjab onder hun helm. Teamleden worden tijdens de training vaak beledigd en krijgen stenen en afval naar hun hoofd gegooid. In 2013 werd een van de rensters opzettelijk aangereden tijdens een training, waarbij ze gewond raakte. Om die reden traint het team vroeg in de ochtend of laat in de avond, aan de rand van hoofdstad Kabul.
In 2016 werd het team genomineerd voor de Nobelprijs voor de Vrede. Het Italiaanse radioprogramma Caterpillar startte een petitie om de ploeg te nomineren voor de prijs. De presentatoren van het programma noemden de fiets een "instrument van vrede" en het "meest democratische vervoersmiddel voor de mensheid." Op basis van deze campagne hebben 118 Italiaanse parlementsleden voorgesteld om de Afghaanse nationale vrouwenploeg te nomineren voor de Nobelprijs voor de Vrede.
De ploeg wordt ondersteund door de non-profitorganisatie Mountain2Mountain, gerund door de Amerikaanse activiste Shannon Galpin, die ook een boek over het team schreef. Het fietsenmerk Liv, ondersteunde het team met wielen en andere onderdelen. Galpin noemde de nominatie voor de Nobelprijs een erkenning van de durf en moed van deze vrouwen die de straten en hun recht om te fietsen terugwonnen.
In 2013 werd een korte film over het team opgenomen. In 2018 werd een langere documentaire uitgebracht, Afghan cycles.
In 2017 kwam het project stil te liggen vanwege beschuldigingen van corruptie en een meningsverschil tussen Galpin en Sadiqi. Enkele rensters hadden inmiddels asiel aangevraagd toen ze voor wedstrijden in Europa waren.
Na de terugtrekking van buitenlandse troepen en de machtsovername door de Taliban in augustus 2021 werd het voor vrouwen vrijwel onmogelijk om nog op de openbare weg in Afghanistan te fietsen. Sommige wielrensters doken onder uit angst voor hun leven, terwijl anderen het land ontvluchtten. In oktober 2021 maakte de UCI bekend dat zij hadden bijgedragen aan de evacuatie van 165 mensen uit Afghanistan, waaronder verschillende wielrensters.
In 2022 organiseerde de UCI een Afghaans kampioenschap op de weg voor vrouwen in het Zwitserse Aigle, waar hun hoofdkantoor gevestigd is. Er stonden vijftig rensters op de startlijst, die allemaal buiten Afghanistan woonden. Fariba Hashimi won de race, voor haar oudere zus Yulduz en Zahra Rezayee.